# David Bell (giocatore di football americano)
David Kyreem Bell (Indianapolis, 14 dicembre 2000) è un giocatore di football americano statunitense che milita nel ruolo di wide receiver per i Cleveland Browns della National Football League (NFL).

## Carriera

### Cleveland Browns
Al college Bell giocò a football all'Università Purdue dal 2019 al 2021 venendo premiato come All-American. Fu scelto nel corso del terzo giro (99º assoluto) nel Draft NFL 2022 dai Cleveland Browns. Debuttò come professionista nella gara del primo turno contro i Carolina Panthers giocando negli special team. La sua stagione da rookie si chiuse con 24 ricezioni per 214 yard in 16 presenze, 3 delle quali come titolare.
Nell'ultimo turno della stagione 2023 Bell ricevette dal quarterback di riserva Jeff Driskel due touchdown nella sconfitta per 31-14 contro i Cincinnati Bengals.